# صحراء أوباري

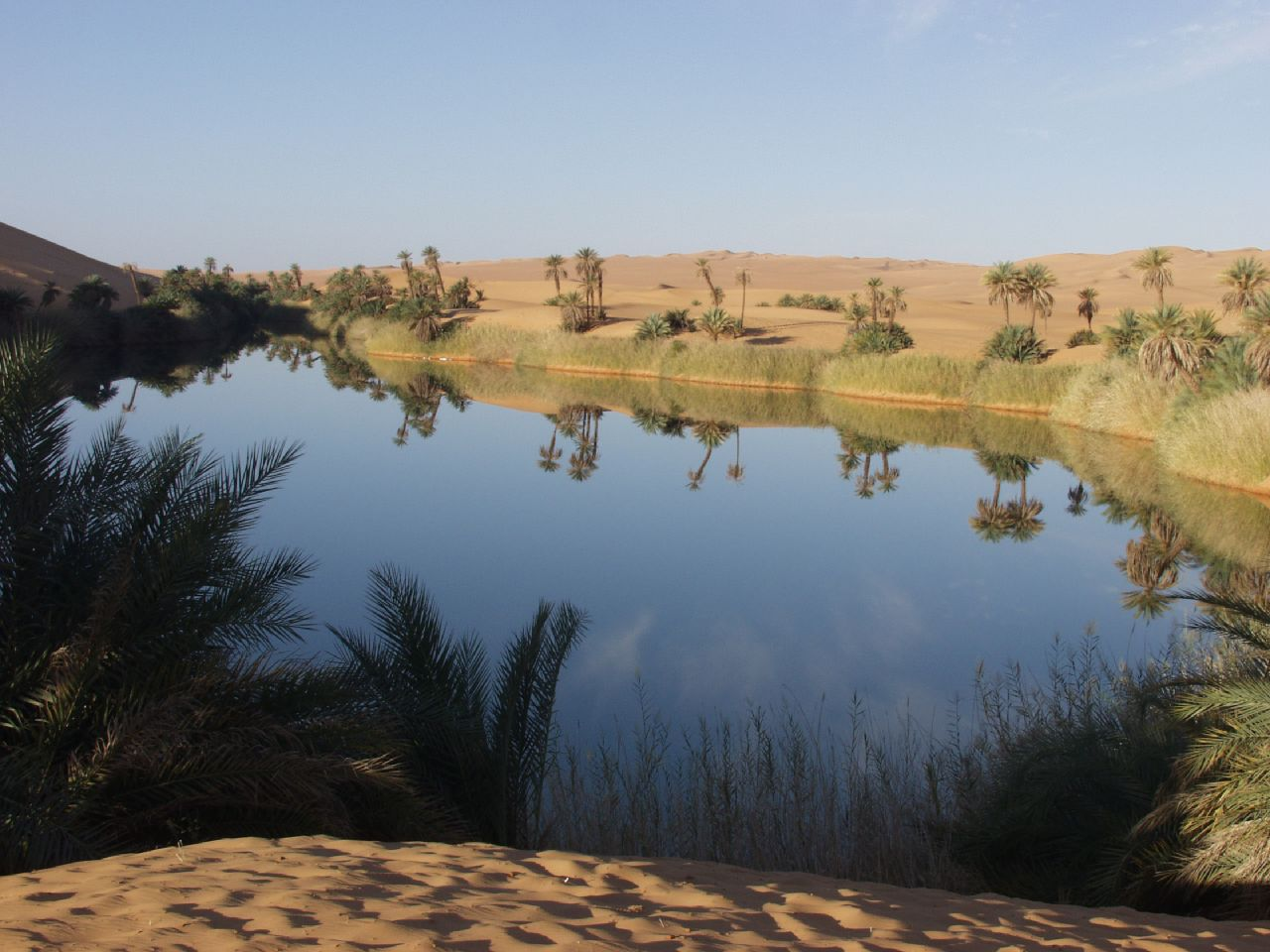
بحيرات ماندارا في صحراء أوباري.

صحراء أوباري أو إدهان أوباري ( «إدهان» تعني الرمل الناعم باللهجة التماشقية  ) أو عرق أوباري هي عرق في منطقة فزان شديد الجفاف جنوب غرب ليبيا بمساحة تقارب 58000 كيلومتر مربع. كانت منطقة صحراء أوباري مأهولة تقليديا من قبل شعب الطوارق.

## جغرافية
تمت تسمية إيدهان أوباري على اسم بلدة أوباري، وهي مدينة واحة يتحدث سكانها اللغة الأمازيغية وعاصمة منطقة وادي الحياة. مثل إيديهان مرزوق في الجنوب، فإن إيديهان أوباري جزء من الصحراء الكبرى. 
تقع بحيرات المندارة في قبر عون، وهي واحة في المنطقة الشرقية من صحراء أوباري.

## روابط خارجية
- العربية - استئناف الإنتاج المحدود بحقل جنوب ليبيا